# Западно-средненемецкие диалекты

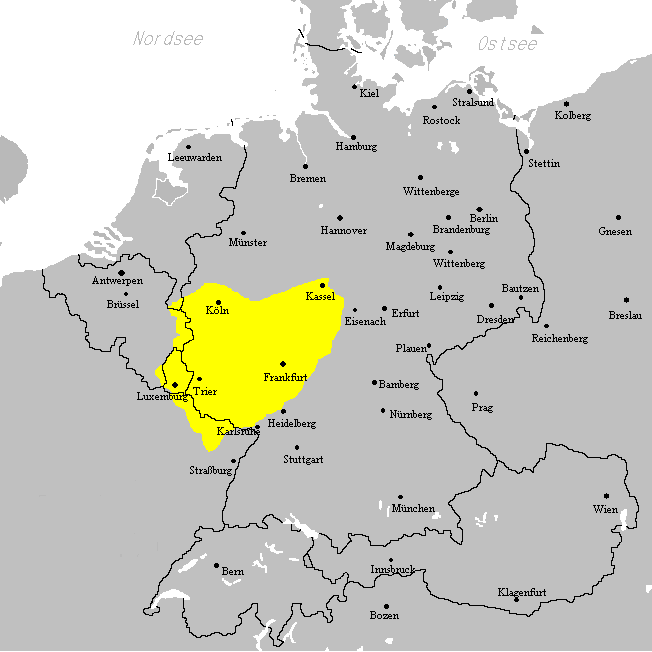
Распространение западно-средненемецких диалектов

Западно-средненеме́цкие диале́кты (нем. Westmitteldeutsch) — группа немецких диалектов, наряду с восточно-средненемецкими диалектами входящая в состав средненемецких диалектов. Она охватывает часть франкских диалектов и встречается в районе среднего и нижнего Рейна, где процессы второго верхненемецкого передвижения согласных по большей части не были осуществлены.

## Характеристика
В западно-средненемецких диалектах вместо Apfel говорят Appel или Parre(r) вместо Pfarrer. В районе Кёльна и Трира (среднефранкский), как и в южных областях нижнесаксонского ареала (вестфальский и остфальский диалект) dat и et произносят вместо das и es. Однако эти диалекты ближе к нижнефранкским диалектам, нежели к нижнесаксонским. Южнее линии Санкт-Гоара (dat-das-линия), в пфальцских и гессенских диалектах, говорят des и es. Верхнефранкские диалекты южнее линии Шпайера, или линии Appel/Apfel (восточнофранкские и южнофранкские диалекты), участвовали в процессе второго передвижения согласных, поэтому их причисляют к южнонемецким диалектам, нежели к средненемецким.

## Структура
Западно-средненемецкие диалекты включают среднефранкскую диалектную группу, включающую рипуарские и мозельфранкские диалекты, и рейнфранкские диалекты, включающие пфальцские и гессенские диалекты.